# Ehrenstrahlsalongen

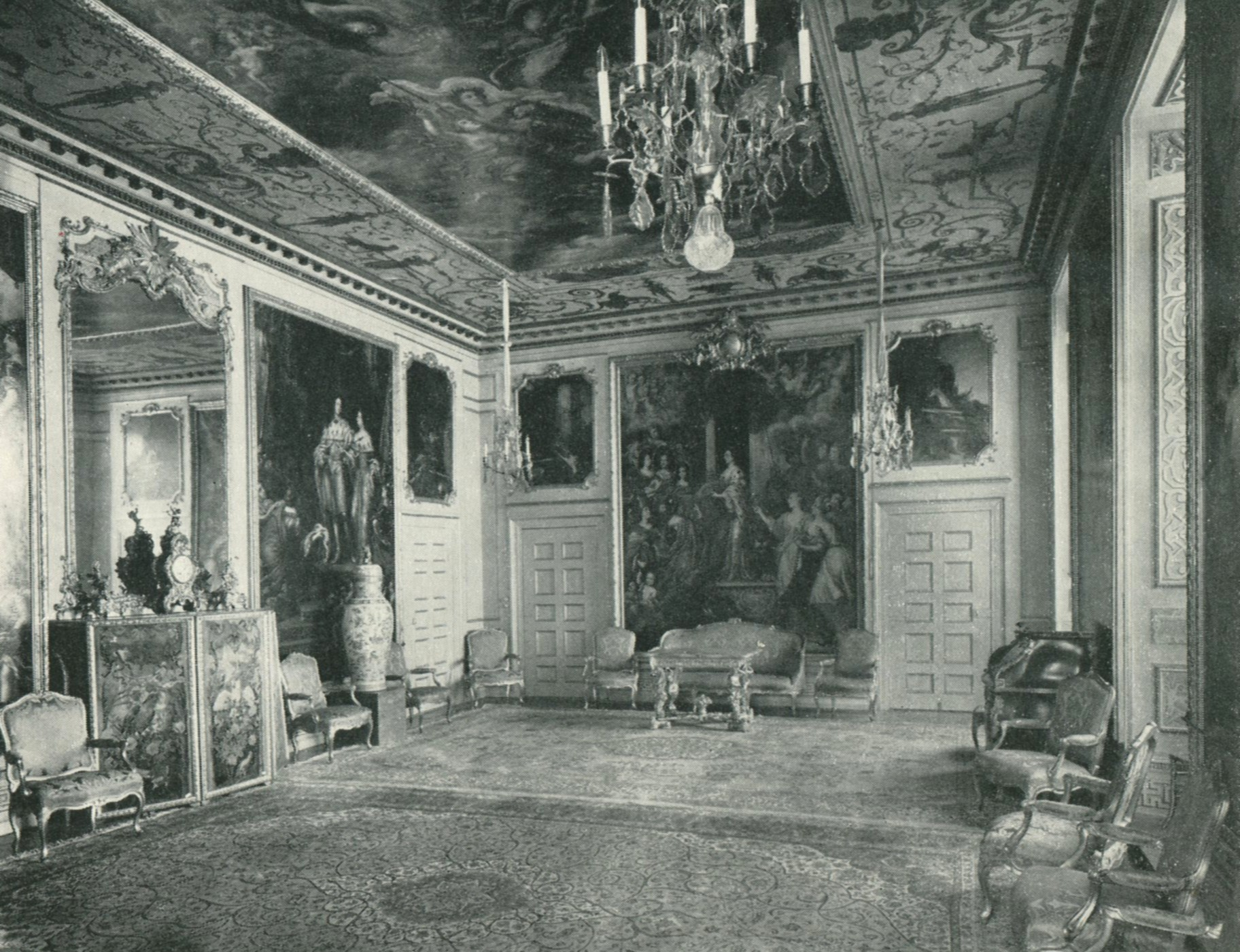
Ehrenstrahlsalongen 1966

Ehrenstrahlsalongen (tidigare kallad Stora audienssalen) är ett rum i Drottningholms slott på Lovön, Stockholms län. Salongen ligger intill Hedvig Eleonoras paradsängkammare på huvudvåningens norra del och visar allegoriska skildringar utförda av David Klöcker Ehrenstrahl.

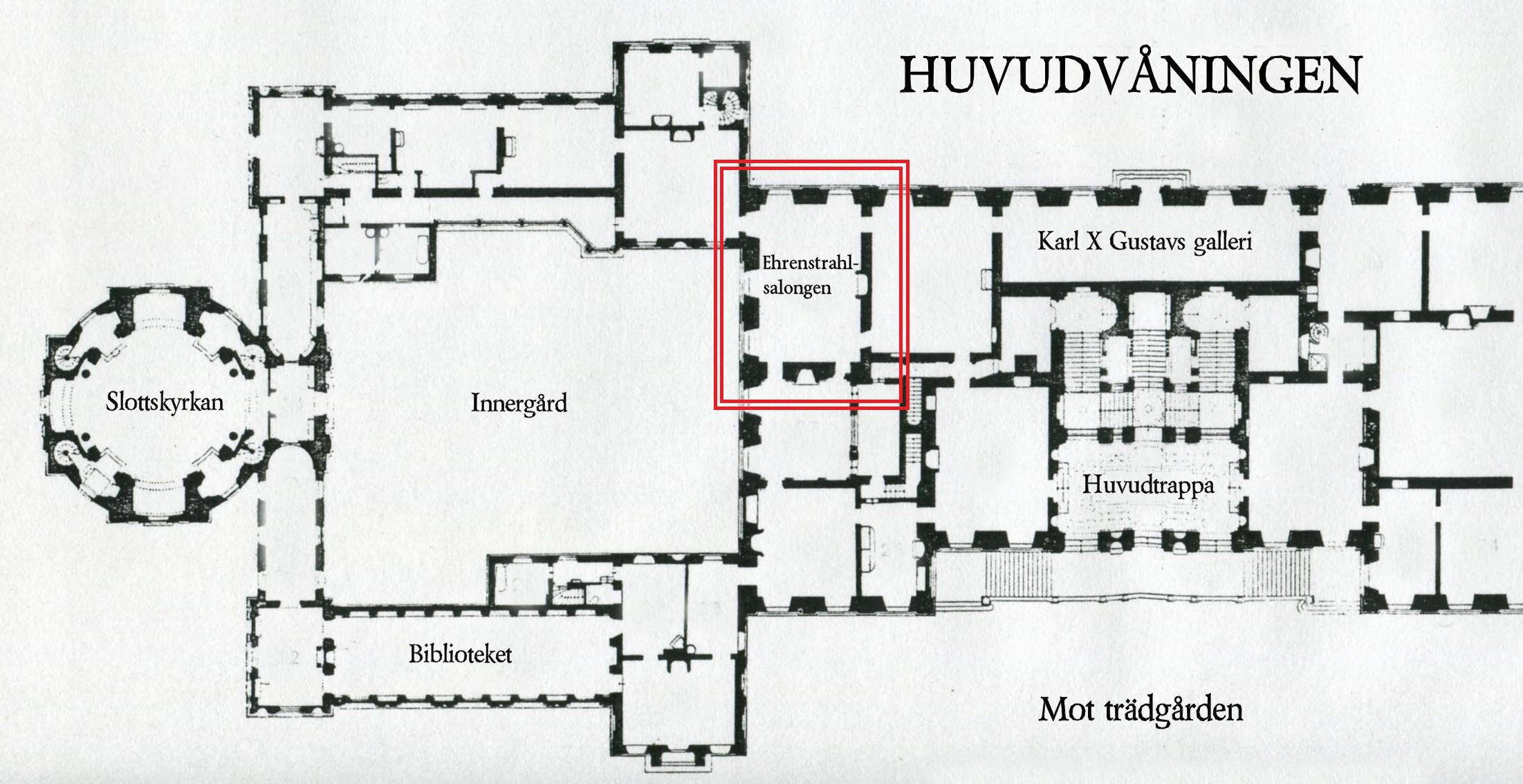
Ehrenstrahlsalongen i röd ram.

Intill Hedvig Eleonoras paradsängkammare inrättades på 1690 drottningens stora audienssal eller styrelserum. Till väggarnas och takets utsmyckningar anlitades hovmålaren David Klöcker Ehrenstrahl, som utförde sex stora väggmålningar, placerade i förberedda inramade väggfält samt en plafond (takmålning). 
Verken skildrar allegorisk viktiga händelser i den kungliga familjens historia. Målningarna och inredningen uppsattes 1696-1698 men under Lovisa Ulrikas tid ändrades rummets tunga barockstil av Carl Hårleman till lättare rokoko.

## Motiv för frimärke

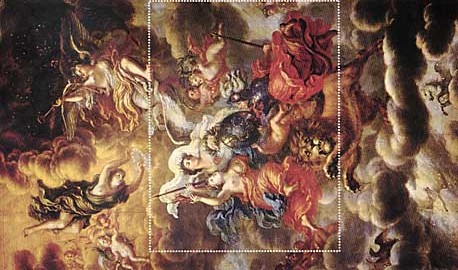
Plafonden i Ehrenstrahlsalongen, den markerade delen blev motiv för Czesław Słanias 1000:e frimärke.

Mittpartiet i plafonden (titel: “Svenska konungars berömliga bedrifter”) blev i mars 2000 motiv för Czesław Słanias 1000:e av honom graverade frimärke. Ehrenstrahls målning innehåller ett myller av figurer, gudinnor, putti och det rytande nordiska lejonet. Att överföra denna enorma målning till ett frimärke var en stor utmaning för Czesław Słania. 
Hans tolkning av Ehrenstrahls målning har utförts i kombinationsteknik; stålgravyren har kompletterats med färg (rött och blått) i form av offsetlitografi. På frimärkets nedre ram har Słania även graverat slottets fasad mot väst som det såg ut 1695. Märket har valören 50 kronor och är med 60 x 81 mm troligen världens största graverade frimärke.